# تشييء جنسي

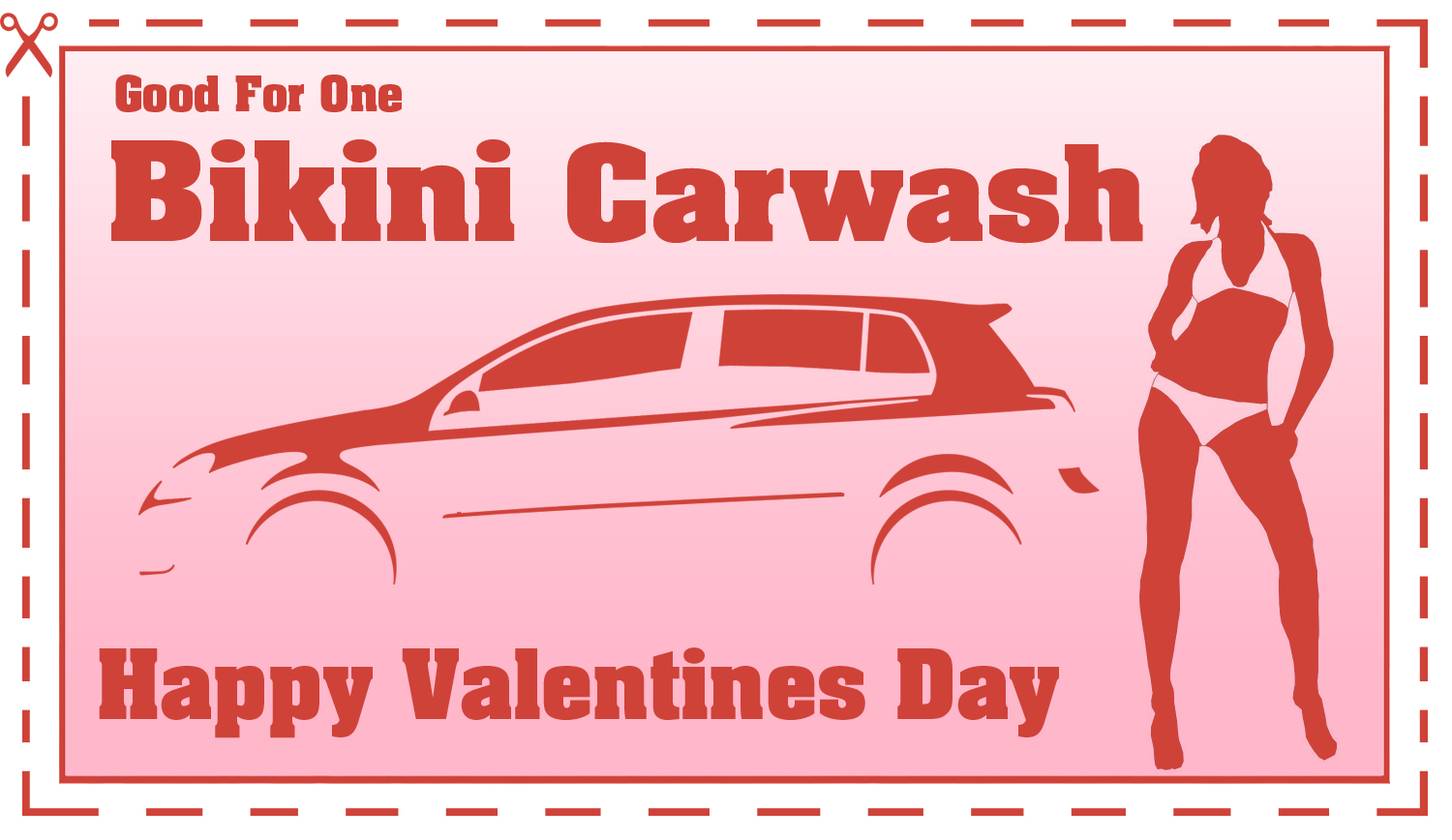
كوبون غسيل السيارات من نساء ترتدين بيكيني كهدية.

التشييء الجنسي (بالإنجليزية: sexual objectification)‏ هو أسلوب يُعامل به الشخص باعتباره مجرد أداة للرغبة الجنسية. يعني مصطلح التشييء على نطاق أوسع معاملة الشخص كسلعة أو كشيء وإهمال شخصيته أو كرامته أو إنسانيته. غالبًا ما يُقيَّم كسلوك اجتماعي، لكنه قد يشير إلى سلوك فردي أيضًا. ويعد شكلاً من أشكال التجريد من الإنسانية.
على الرغم من أن كلاً من الذكور والإناث يتعرضون للتشييء الجنسي، فإن جنسنة المرأة فكرة مسيطرة بشكل أكبر في العصر الحديث كنوع من الاتجار بالبشر.
يساهم التشييء الجنسي للفتيات والنساء في قضية اللامساواة بين الجنسين، ويربط العديد من علماء النفس بين التشييء الجنسي للمرأة ومجموعة من مخاطر الصحة البدنية والعقلية التي تتعرض لها.

## السلعة الجنسية الألكترونية
أصبح التشييء الجنسي الألكتروني أو مفهوم السلعة الجنسية الألكترونية واقعا يوميا بالنسبة لرواد المجتمعات الإلكترونية مثل تيك توك وسناب شات وأنستجرام وفيس بوك حيث تتعمد بعض التطبيقات استغلال الفتيات كأدوات جنسية باستعراض صورهم ومفاتنهم وتتعمد بعض الفتيات استخدام تيك توك لاستعراض أجسادهم في رغبة داخلية منهم للتشييء الجنسي والربح من خلال أجسادهم.

## التشييء الجنسي للنساء

### نظرة عامة
يعني التشييء الجنسي للنساء أن يُنظَر إليهن في المقام الأول على أنهن أدوات إشباع جنسي للذكور، وليس كإنسان كامل.
على الرغم من اختلاف الآراء حول المواقف التي يجب الاعتراض عليها فيما يخص تلك القضية، يرى الكثير من النشطاء أن استخدام المرأة كأداة عرض جنسية في الإعلانات ووسائل الإعلام والأفلام الإباحية ومهن مثل رقص التعري والدعارة، وتقييم المرأة في الأحداث العامة بناء على المظهر الجسدي والجاذبية الجنسية كما يحدث في مسابقات ملكة الجمال، يعد تشييئًا جنسيًا.
يرى علماء النفس أن التشييء الجنسي للمرأة يمكن أن يؤدي إلى آثار نفسية سلبية منها اضطرابات الأكل والاكتئاب والعجز الجنسي، ويؤثر بالسلب على صورتها الذاتية لاعتقادها أن المجتمع لا يرى -ولن يرى أبدًا- ذكائها وكفاءتها. كما وُجد أن التشييء الجنسي للمرأة يؤثر سلبًا على أدائها المهني وثقتها بنفسها ووصولها إلى مراكز عليا في مكان العمل. يظل تأثير التشييء الجنسي على المرأة والمجتمع موضوعًا للنقاش الأكاديمي، إذ يرى البعض أن إدراك الفتيات الصغار أهمية المظهر في المجتمع يسهم في شعورهن بالخوف والعار والاشمئزاز من انتقالهن إلى الأنوثة والبلوغ الجسدي. يرى آخرون أن النساء الشابات الأصغر سنًا أكثر عرضة للتشييء الجنسي، إذ يلقنهم المجتمع أن المظهر الخارجي هو السبيل للحصول على الثروة والنفوذ واحترام الآخرين.
يتهم النقاد الثقافيين المؤيدين لحقوق المرأة مثل روبرت جنسن وسوت جالي وسائل الإعلام والإعلان بتشجيعها التشييء الجنسي للمرأة، واستخدامها كأداة لعرض السلع والخدمات. تُتَهم سوق السينما والتليفزيون عادة بتطبيع قضية التشييء الجنسي.
الاعتراض على التشييء الجنسي ليس مستحدثًا. في عصر التنوير الفرنسي على سبيل المثال، كان هناك جدل دائر عما إذا كان ثديا المرأة إغراءً حسيًا أم هدية ربانية. في مسرحية ألكساندر غيوم موسيلير دي مويسي، الأم الحقيقية (بالفرنسية: (La Vraie Mère لعام 1771، تنتقد الشخصية الرئيسية زوجها لأنه يعاملها كأداة موجودة خصيصًا لإشباعه جنسيًا فتقول: «أحواسك قد أصبحت بهذه القذارة إلى حد أنك تنظر إلى هذين الثديين -كنوز الطبيعة المبجلة- وتراهما مجرد زينة لصدر المرأة؟!»
اعتبرت قضية التشييء الجنسي إشكالية خلال السبيعينيات، ومنذ ذلك الوقت شاعت القضية على جميع مستويات الحياة، ونتج عنها الكثير من العواقب والتأثيرات السلبية على جميع جوانب حياة المرأة، خصوصًا الجانب السياسي. بالرغم من ذلك، استغلت الموجة الثالثة للحركة النسوية التشييء الجنسي للمرأة، ورأته فرصةً لاستخدام الجسد الأنثوي للتعبير عن القوة.
يرى البعض أن الحركة النسوية نفسها ساهمت في تعزيز مشكلة التشييء الجنسي للمرأة من خلال تشجيعها للحب «الحر» (أي الرجال والنساء الذين يمارسون الجنس غير الإنجابي خارج نطاق الزواج ومتعتهم الخاصة). وجدت إحدى الدراسات أن الرجال الذين تعرضوا لمحتوى إعلام يُمارس فيه التشييء الجنسي للمرأة، كانوا أكثر ميلاً لقبول تلك السلوكيات من الرجال الذين تعرضوا لمحتوى إعلامي يحترم المرأة.

### تشييء جنسي أنثوي ذاتي
تدعي آرييل ليفي أن النساء الغربيات اللائي يستعرضن جنسانيتهن بارتداء ملابس كاشفة للمفاتن والانخراط في سلوكيات بذيئة، هن في الحقيقة يمارسن ما يسمى بالتشييء الجنسي الأنثوي الذاتي. أي أنهن يعرضن أنفسهن كسلعة جنسية. تؤكد ليفي أن ذلك السلوك يدعم الجنسنة والتقدير الذاتي المبني على المظهر الجسدي فقط، في ظاهرة تسميها ليفي «ثقافة السوقية الفجة»، بينما ترى بعض النساء ذلك السلوك كتمكين واستعراض للقوة الأنثوية.
ناقشت ليفي هذه الظاهرة في كتابها (خنازير شوفينية نسائية: النساء وصعود ثقافة السوقية الفجة)، إذ اتبعت ليفي طاقم كاميرا سلسلة فيديوهات شهيرة تدعى (فتيات مجنونات، بالإنجليزية: (girls gone wild. تقول ليفي إن الثقافة الجنسانية المعاصرة لأمريكا لا تشيِّء النساء فحسب، بل تشجعهن على تشييء أنفسهن. فكما تقول ليفي، إن فكرة مشاركة المرأة في مسابقات الوِت تي شيرت (التي شيرت المبلول)، أو ارتياحها أثناء مشاهدة الأفلام الإباحية الفجة، أصبحت تعبيرًا عن قوتها الأنثوية في ثقافتنا المعاصرة.
يتساءل المتخصص النفسي جوردان بيترسون، لماذا يجب على النساء ارتداء المكياج أو الكعب العالي في مكان العمل؟ّ! ويشير إلى أن ذلك معيار مزدوج لمن يعترض على التحرش الجنسي في حين يشجع النساء على تشييء أنفسهن في بيئة العمل.

## التشييء الجنسي للرجل

### نظرة عامة
التشييء الجنسي الذكري هو النظر إلى رجل باعتباره أداة للمتعة الجنسية، وإهمال الجوانب الأخرى لإنسانيته. كتبت المؤلفتان كريستينا هوف سومرز ونومي وولف عن أن التحرر الجنسي للمرأة دفع النساء إلى تبادل الأدوار مع الرجل، فصرن هن من ينظر إلى الرجل كأداة جنسية. بنفس الطريقة التي يلمن الرجال عليها. يرى عالم النفس هارولد ليون أن تحرير الرجل خطوة ضرورية لتحرير المرأة.
تشمل الحالات التي يُعامل الرجال فيها كأدوات جنسية الإعلانات، ومقاطع الفيديو الموسيقية، والأفلام، والبرامج التلفزيونية، وتقاويم بيف كيك، وهي تقاويم تحتوي صور رجال عراة وضخام الصدور، والمجلات النسائية، وعروض رقص التعري الرجالية، وفعاليات أنثى مرتدية الملابس / رجل عاري الملبس. تشتري النساء أيضًا المواد الإعلامية والإباحية وتستهلكها.
ضمن مجتمعات الرجال المثليين، غالبًا ما يشيئ الرجال بعضهم. بل قد يكون التشييء أكثر شيوعًا من العنصرية في مجتمع المثليين الذكور. تقابل مناقشة قضية التشييء الجنسي مقاومة لا بأس بها في مجتمع المثليين الذكور. يُجبَر الرجال المثليين الملونين أحيانًا على تأدية أدوار جنسية لا يريدونها عادة بسبب التشييء الجنسي في مجتمع الذكور المثليين.
أشارت الأبحاث إلى أن التشييء الجنسية له آثار سلبية على الرجال تشبه تلك التي يُحدِثها على النساء، منها الصورة السلبية للجسم.

## في وسائل الإعلام
أصبح الرجال معرضين للتشييء الجنسي أكثر من أي وقت مضى. عادة ما ينظر إلى الرجال كأشياء جنسية فيما يسمى إعلانات عضلات البطن. لم ينتشر التشييء الجنسي للرجل -المُكتَشف حديثًا- بنفس درجة انتشاره في حالة المرأة بسبب نظرة المجتمع الجنسية الراسخة للمرأة. حتى مع هذه الزيادة في انتشاره، يظل المجتمع يرى الرجل في صورة المهيمن وبالتالي لا يزال تركيز التشييء الجنسي موجهًا نحو النساء.
ظهر التشييء الجنسي للرجل في 37 ٪ من الإعلانات التي تستخدم أجزاء جسم الرجل لعرض منتجها. تعد تلك الإعلانات شكلاً من أشكال التشييء الجنسي. على غرار قضايا التشييء الجنسية للمرأة، من الشائع أن يؤدي هذا التشييء إلى التعيير الجسدي، اضطرابات الأكل، والسعي للوصول إلى الكمال. يوجه العرض المستمر لهؤلاء الرجال «المثاليين» المجتمع إلى توقع أن كل الرجال يجب أن يكونوا بهذا الشكل.
أغلب الذكور الذين يظهرون في البرامج التلفزيونية والأفلام في كثير من الأحيان في حالة ممتازة ويملكون أجسادًا«مثالية»، وعادة ما تكون لهم الأدوار الرئيسية في العرض. يتسبب ذلك في أننا عادة ما ننظر إلى الرجال الذين لا يملكون أجسادًا مثالية كأشخاص ثانويين. من النادر أن نرى رجلاً ذو بنية جسدية غير مثالية يلعب دور البطولة. «ينظر إلى بعض «القواعد» الزمنية والثقافية والجغرافية عن النوع الجنسي وغيره من جوانب الهوية الأخرى خطأً على أنها طبيعية ومنتشرة ومتوارثة عادة».
تُظهر وسائل الإعلام الشكل المثالي للرجل على أنه رجل قوي البنية بينما المرأة المثالية رقيقة ونحيلة. يُستخدَم التقييم بناء على المظهر الجسدي ضد النساء أكثر من الرجال، ويتخذ أشكالأً عديدة في حالة الرجل. على سبيل المثال، لا يستعمل التقييم الجسدي الموجه للرجال ألفاظًا فجة، بينما تُستخدم ألفاظ جنسية مسيئة ومهينة عند التقييم الجسدي للمرأة. يتعرض الرجال للتقييم الجسدي من قبل رجال آخرين، بينما تتعرض له النساء من كلا الجنسين. مقياس التشييء الجنسي بين الشخصي (آي إس أو إس) هو مقياس يُظهر مقدار التشييء الجنسي عند من يجريه رجالًا ونساءً. أظهر المقياس أن المعاناة من التشييء الجنسي تخلق الحاجة إلى الحفاظ على المظهر البدني المثالي ونقد الشخص مظهره باستمرار، واضطرابات الأكل، والتعيير الجسدي، والقلق. يمكن أن يرتبط المقياس بنظرية التشييء الجنسية والتمييز الجنسي. ينتشر التشييء الجسدي الذاتي أكثر بين النساء، ويتعرض له الرجال أيضًا لكنهم لا يعانون من آثاره السلبية بنفس الدرجة.